# 卡恩塞普尔
卡恩塞普尔（Kansepur），是印度哈里亚纳邦Yamunanagar县的一个城镇。总人口14943（2001年）。

## 人口
该地2001年总人口14943人，其中男性7963人，女性6980人；0—6岁人口1801人，其中男982人，女819人；识字率71.20%，其中男性为76.54%，女性为65.11%。